# Thomomys idahoensis
Thomomys idahoensis és una espècie de mamífer rosegador de la família dels geòmids. És endèmic de l'oest dels Estats Units. Es tracta d'una espècie excavadora que s'alimenta principalment d'arrels, tubercles i vegetació de superfície. Els seus hàbitats naturals són els biomes d'artemísies, els herbassars de plana i els prats de muntanya subalpins. És una espècie en risc mínim, és a dir, no sembla que hi hagi cap amenaça significativa per a la seva supervivència.